# Pro Cantione Antiqua
Pro Cantione Antiqua of London (PCA) ist ein britisches Vokalensemble, das 1968 vom Tenor James Griffet, dem Countertenor Paul Esswood sowie dem Dirigenten und Produzenten Mark Brown gegründet wurde.

## Geschichte
Ihr erstes Konzert fand in St. Bartholomew’s, Smithfield, mit Brian Brockless statt, aber schon früh waren sie eng mit dem Dirigenten und Musikwissenschaftler Bruno Turner verbunden. Noch vor Gründung der Tallis Scholars waren sie die führenden britischen Interpreten in der A-cappella-Musik, insbesondere der Alten Musik, zudem eine der frühesten Formationen, die sich Alter Musik widmete.

## Mitwirkende Sänger
- Countertenöre: Paul Esswood, Tom Sutcliffe, Geoffrey Mitchell, James Bowman, Timothy Penrose, Kevin Smith, Michael Chance, Ashley Stafford, Richard Hill und Charles Brett.
- Tenöre: James Griffett, James Lewington, Ian Partridge, Ian Thompson und Andrew Carwood.
- Bässe: David Beavan, Ian Caddy, Brian Etheridge, Michael George, Christopher Keyte, Christopher Underwood, Stephen Roberts, David Thomas und Adrian Peacock.

Obwohl in erster Linie ein männliches Ensemble, wurden PCA gegebenenfalls mit weiblichen Stimmen ergänzt (z. B. für die 1978 erschienenen Aufnahmen OUP 151/2 unter Philip Ledger, um das Oxford Book of English Madrigals einzuspielen).

## Diskografie

### Archiv Produktion (DG)
Besonders einflussreich war das 6-LP-Set von Pro Cantione Antiqua, „Geistliche Musik der Renaissance“, das in den späten 1970er Jahren bei Archiv erschienen ist. Dieses wurde später mit anderem Material für Archiv als 7-CD-Box neu aufgelegt:
- CD1: John Dunstable, Guillaume Dufay, Gilles Binchois: Motetten
- CD2: Antoine Busnoys, Josquin Desprez: Messen
- CD3: Johannes Ockeghem Missa „Pro defunctis“ – Josquin Desprez Zwei Motetten - Jacob Obrecht
- CD4: La Rue, Isaac, Brumel, Mouton, Compère: Motetten
- CD5: Gombert, Arcadelt, Willaert, Clemens non Papa, Rore, Handl-Gallus, De Monte, Vinders: Motetten
- CD6: Lassus 2 Bußpsalmen, Palestrina Motetten
- CD7: Morales Motetten, Palestrina Missa „Aeterna Christi munera“
- The Triumphs of Oriana, Pro Cantione Antiqua, Leitung: Ian Partridge. DC Archiv 2533 237 35 Madrigals[2]

### Deutsche Harmonia Mundi (DHM)
- Musik der Tudor-Zeit. DHM
- Ockeghem Missa Ecce Ancilla Domini, DHM
- William Byrd Mass for 4 voices.
- Josquin des Prez (1440–1521) Motetten. Benedicta es coelorum regina, Tu solus qui facis mirabilia; ominus regnavit; Ave Maria, virgo serena; Miserere mei Deus; Inviolata, integra et casta es, Maria. Tölzer Knabenchor, Pro Cantione Antiqua, Collegium Aureum, DHM
- Weihnachtsgesänge des 15. Jahrhunderts. Christmas songs of the 15th Century. Pro Cantione Antiqua. Turner. DHM
- Lassus Missa Puisque J’Ay Perdu. Musica Dei Donum. Lauda Sion Salvatorem. Pro Cantione Antiqua, Turner. DHM
- Lassus Requiem. DHM
- Tomás Luis de Victoria Tenebrae Responsories. DHM.

### Hyperion
- Palestrina Canticum canticorum. Turner Hyperion.
- Lassus. Works for Easter, 2 CD. Hyperion
- Francisco de Peñalosa (1470–1537) Complete motets. Bruno Turner. Hyperion. Neuauflage Helios 2009
- Music of the Portuguese renaissance. Diogo Dias Melgás, Esteban López Morago. Pro Cantione Antiqua, Brown. Hyperion.

### Carlton
- Palestrina, Missa Papae Marcelli, Stabat Mater, Missa l’Homme Arme. Alma Redemptoris Mater. Peccantem Me Quotidie. Pro Cantione Antiqua, Lamentations. Bruno Turner, Mark Brown. Carlton. Neuauflage Alto 1 CD, Brilliant 5CD.
- Gregorian chant.
- Sing we pleasure. Madrigals Wilbye, Weelkes, Gibbons, Farnaby, Byrd, Morley, Tomkins, Greaves, Farmer, Kirbye, Ward, Bennet, East, Bateson Pro Cantione Antiqua. Neuauflage Alto.
- Tears and Lamentations. Browne, Pygott, Davy, Sheryngham, Banastir, Cornyshe, Whyte, Anonymous. Neuauflage Regis.
- The Edwardian gentleman's songbook. Ballads & Glees von Bishop, Stevenson, Hatton, Smart, Stanfort, Paxton, Somerville, Bridge, Foster, Sullivan. James Griffett, Pro Cantione Antiqua. Carlton. Neuauflage Alto.

### Andere Labels
- El Siglo de oro – Spanische Kirchenmusik der Renaissance. Victoria, Guerrero, Alonso Lobo, Esquivel, Ceballos, Pro Cantione Antiqua, Turner 2 CD. Das Alte Werk, Teldec.
- Purcell in the Ale House. Part-Songs von Purcell, Ravenscroft, Bennet, Pearce, Browne, Isham, Dowland, Campion, Pilkington, Coleman Brown, Partridge, Wilson. Pro Cantione Antiqua, Teldec. Neuauflage Apex.
- Monteverdi Marienvesper 1610, Doppel-CD. Pro Cantione Antiqua, Knabenchor Hannover, Collegium Aureum, Musica Fiata, Ltg. H. Hennig. Ars Musici.
- Pietro Allori (1925–1985), Sacred works. Mark Brown
- A Medieval Christmas Feast (begleitet vom Medieval Wind Ensemble), dir. Mark Brown, Innovative Music Productions (PCD 844), 1986
- Die Gregorianische Fastenzeit und Ostern, dir. James O’Donnell, Musica di Angeli (99182)
- A Gregorian Advent and Christmas, dir. James O’Donnell, The United Recording Company (CD-88007), 1993
- Gregorian Feast, dir. Mark Brown, aufgenommen 1990–92, Regis Records Ltd (RRC 1217), 2005
- Geistliche Musik (Heinrich Schütz), dir. Edgar Fleet, Pro Cantione Antiqua, London Cornett and Sackbut Ensemble, Restoration Academy, Academy Sound and Vision (1979)